# Corydoras pygmaeus
Cá chuột nhỏ (Danh pháp khoa học: Corydoras pygmaeus) là một loài cá nhiệt đới và nước ngọt thuộc phân họ Corydoradinae của họ Callichthyidae có nguồn gốc ở các vùng nước nội địa ở Nam Mỹ, và được tìm thấy ở lưu vực sông Madeira ở Brazil. Chúng được ưa chuộng để nuôi làm cá cảnh.

## Đặc điểm
Con cá sẽ tăng trưởng lên đến 0,75 inch (2,1 cm) con cái lớn hơn con đực. Nó sống trong một khí hậu nhiệt đới trong nước với một độ 6.0 - 8.0 pH, độ cứng của nước 2-25 dGH, và một phạm vi nhiệt độ 72-79 °F (22-26 °C). Nó ăn sâu trùng, động vật giáp xác sống ở đáy, côn trùng và cây cối. Cá đẻ trứng trong thảm thực vật dày đặc và cá lớn không bảo vệ trứng. Cá cái nắm giữ 2-4 quả trứng giữa các vây chậu của nó, khi con đực thụ tinh cho chúng trong khoảng 30 giây cho đến khoảng 100 trứng đã được thụ tinh.
Pygmy Corydoras có tầm quan trọng thương mại trong ngành công nghiệp kinh doanh cá cảnh. Nó là một loài cá ôn hòa và có thể được lưu giữ trong một bể nuôi cá cộng đồng các loài cá nhỏ hơn như cá tetra ember. Nó có thể được cho ăn thức ăn chìm nhất nhưng có thể ăn mảnh. Nó thích thực phẩm đông lạnh, nó có thể được giữ với tôm nhỏ và ốc sên. Không giống như các Corydoras lớn phổ biến hơn, chúng thường bơi trong một bầy xung quanh vùng nước cũng như giữa các vùng thấp hơn của bể cá.